# Humanisme-marxiste
 (juin 2016).

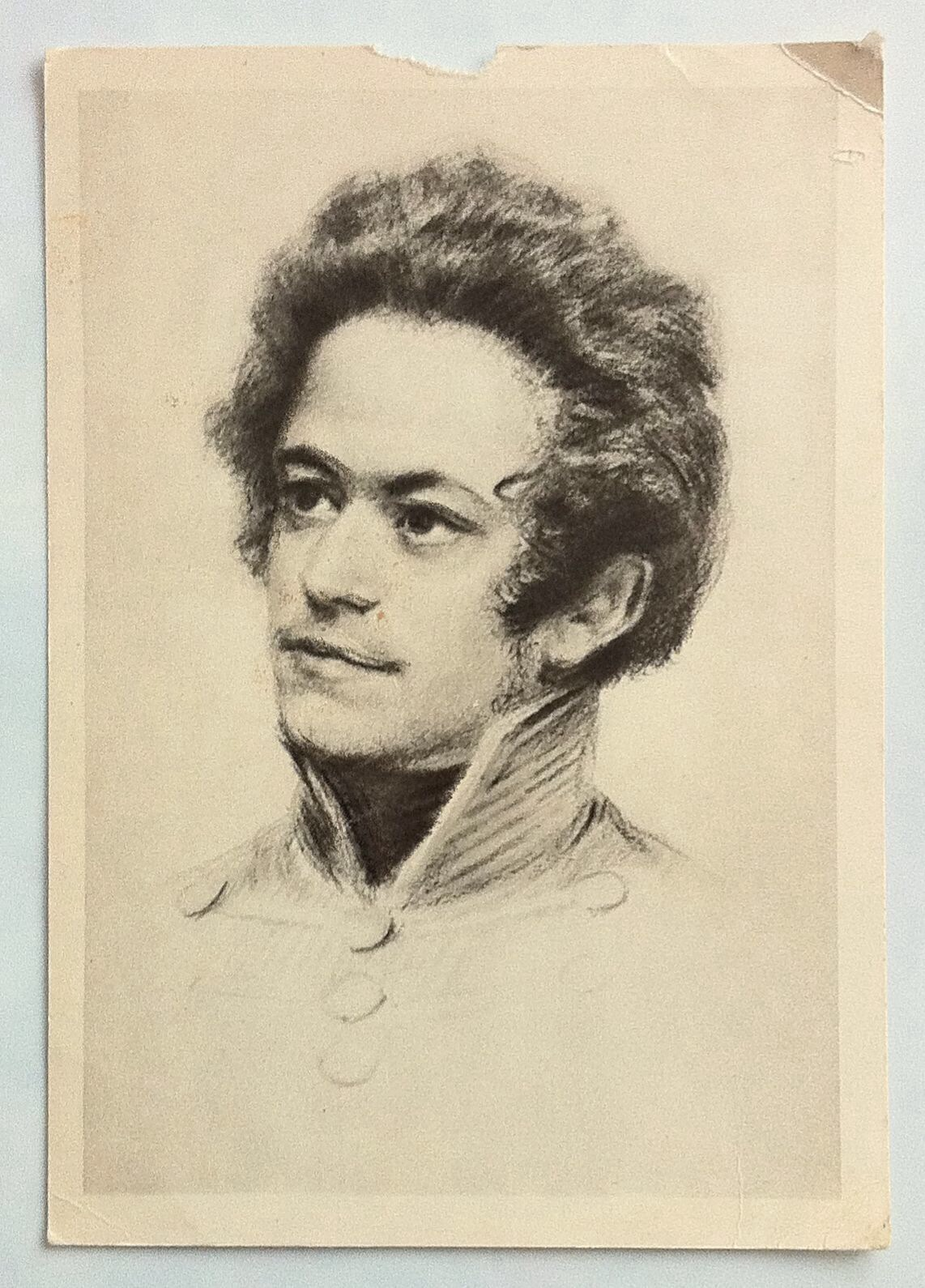
Karl Marx

L'humanisme-marxiste (en anglais : Marxist-Humanism) est la philosophie révolutionnaire des militants (principalement ceux des Comités News & letters) se référant à l'œuvre de Raya Dunayevskaya, s'appuyant notamment sur les Manuscrits de 1844 de Marx. Les idées de l’humanisme-marxisme ont commencé de se développer après la Seconde Guerre mondiale.
Il se différencie à la fois de l'« humanisme bourgeois », de l'« humanisme social-démocrate post-marxiste » et du socialisme à visage humain.

## Importants penseurs associés à l'humanisme-marxiste
- György Lukács (1885-1971), philosophe hongrois
- Ernst Bloch (1885-1977), philosophe allemand
- John Lewis (1889-1976), philosophe britannique
- Antonio Gramsci (1891-1937), philosophe italien
- Walter Benjamin (1892-1940), philosophe et critique littéraire allemand
- Herbert Marcuse (1898-1979), philosophe allemand membre de l'École de Francfort
- Erich Fromm (1900-1980), philosophe et psychanalyste allemand, notamment dans "Pour un socialisme humaniste", (1965).
- C. L. R. James (1901-1989), théoricien et écrivain afro-trinidadien
- Henri Lefebvre (1901-1991), philosophe français
- Günther Anders (1902-1992), philosophe qui développa une anthropologie philosophique de l'âge technologique
- Jean-Paul Sartre (1905-1980), philosophe français
- Raya Dunayevskaya (1910-1987), fondatrice de la philosophie de l'Humanisme-marxiste aux États-Unis
- Christopher Hill (1912-2003), historien anglais
- Lucien Goldmann (1913-1970), philosophe français
- Paulo Freire (1921-1997), théoricien brésilien de la pédagogie critique
- André Gorz (1923-2007), philosophe français
- E. P. Thompson (1924-1993), historien anglais
- Frantz Fanon (1925-1961), philosophe, psychiatre et révolutionnaire martiniquais
- Ivan Sviták (1925-1994), philosophe tchèque
- Karel Kosík (1926-2003), philosophe tchèque
- Wang Ruoshui (1926-2002), philosophe chinois
- John Berger (1926), écrivain anglais
- Leszek Kołakowski (1927-2009), philosophe polonais
- David McReynolds (1929), activiste pacifiste américain
- École de Francfort (à partir des années 1930)
- Marshall Berman (1940), philosophe américain
- Peter McLaren (1948), philosophe américain
- Comités News & letters (à partir des années 1950), organisation révolutionnaire humaniste-marxiste américaine
- Lewis Gordon (1962), philosophe afro-américain
- Nigel Gibson, philosophe britannique africaniste
- Praxis School (années 1960 et 1970), mouvement philosophique humaniste-marxiste yougoslave
- Fernando de los Ríos (1879-1949) peut se classer dans ce courant grâce à son œuvre El sentido humanista del socialismo (1926) [dernière édition: Madrid, BIBLIOTECA NUEVA ed., 345 pp., 2006]  (ISBN 9788497425551)]